# Jay Greenberg
Pour les articles homonymes, voir Greenberg.
Jay Bluejay Greenberg (né le 13 décembre 1991 à New Haven (Connecticut)) est un compositeur américain et un enfant prodige qui est entré à la Juilliard School en 2002 à l'âge de 10 ans.

## Vie et œuvre
Il attire l'attention des médias américains grâce au soutien de son professeur de la Juilliard Samuel Zyman pendant une retransmission de CBS News 60 Minutes le 28 novembre 2004, quand Greenberg avait 12 ans, et de nouveau en novembre 2006. Zyman a dit à 60 Minutes, « Nous parlons d'un prodige du niveau des plus grands prodiges de l'histoire, du point de vue de la composition. Je parle de Mozart, Mendelssohn, et Saint-Saëns, ».
Le premier professeur de composition de Greenberg était Samuel Adler.
Greenberg dit qu'il entend la musique interprétée à l'intérieur de sa tête, comme d'autre compositeurs, et souvent plusieurs pièces de musique simultanément, et il lui est très simple de noter ce qu'il a écouté, et il a rarement besoin de faire des corrections sur ce qu'il a noté.
Le label Sony BMG Masterworks produit son premier CD le 15 août 15, 2006 ; il inclut sa Symphony No. 5 et String Quintet, interprété respectivement par le London Symphony Orchestra sous la direction de José Serebrier et par le Juilliard String Quartet avec le violoncelliste Darrett Adkins.
Le 28 octobre 2007, Joshua Bell donne la création du Concerto pour violon de Greenberg à Carnegie Hall, jouant avec l'Orchestre de l'église Saint-Luc.
L'album classique-contemporain de 2011 Troika inclut la chanson de Jay Greenberg I still keep mute, sur un poème de Vladimir Nabokov.
Les œuvres de Greenberg sont publiées par G. Schirmer.
En 2012, Greenberg est lecteur en musique à Peterhouse (Cambridge).

## Compositions
Les compositions de Greenberg incluent :

### Orchestre
- Symphony No. 5 (2005)
- Intelligent Life (2006)
- Skyline Dances - A Terpsichorean Couplet (2009) (commandé par un consortium d'orchestres de jeunes)

### Musique concertante
- Concerto pour trio pour piano et orchestre (2007)
- Concerto pour violon (2007), commandé par Joshua Bell

### Musique de chambre
- Quintette à cordes (2004)
- Sonate pour violoncelle et piano (2004)
- Hexalogue pour quintette à vent et piano (2005)
- Four Scenes pour double quatuor à cordes (2008)
- Quintette pour cuivres, op. 25 (2012)

### Œuvres scéniques
- Neon Refracted: Ballet pour orchestre de chambre (2009), commandé par New York City Ballet[10].